# Sophia af Liegnitz
Sophia von Liegnitz (født 1525, død 6. februar 1546) var en datter af Frederick 2. af Legnica og Magdalena af Sachsen. Den 15. februar 1545 blev hun gift med kurfyrste Johan Georg af Brandenburg.
1. ↑  Navnet er anført på engelsk og stammer fra Wikidata hvor navnet endnu ikke findes på dansk.